# Celebesia
Celebesia is een geslacht van rechtvleugeligen uit de familie veldsprinkhanen (Acrididae). De wetenschappelijke naam van dit geslacht is voor het eerst geldig gepubliceerd in 1917 door Bolívar.

## Soorten
Het geslacht Celebesia omvat de volgende soorten:
- Celebesia acuticerca Bolívar, 1917
- Celebesia ferruginata Brunner von Wattenwyl, 1898
- Celebesia heinrichi Ramme, 1941